# Seznam premiérů Severní Makedonie
Toto je seznam premiérů Severní Makedonie, od jejího osamostatnění v roce 1991: 
| Pořadí | Portrét | Jméno (Narození–Úmrtí)      | Doba v úřadu       | Doba v úřadu       | Doba v úřadu    | Politická strana | Volby               |
| Pořadí | Portrét | Jméno (Narození–Úmrtí)      | Nástup             | Odchod             | Délka mandátu   | Politická strana | Volby               |
| ------ | ------- | --------------------------- | ------------------ | ------------------ | --------------- | ---------------- | ------------------- |
| 1.     |         | Nikola Kljusev (1927–2008)  | 20. března 1991    | 4. září 1992       | 1 rok, 168 dní  | nezávislý        | 1990                |
| 2.     |         | Branko Crvenkovski (* 1962) | 4. září 1992       | 30. listopadu 1998 | 6 let, 87 dní   | SDSM             | 1994                |
| 3.     |         | Ljubčo Georgievski (* 1966) | 30. listopadu 1998 | 1. listopadu 2002  | 3 roky, 336 dní | VMRO-DPMNE       | 1998                |
| (2.)   |         | Branko Crvenkovski (* 1962) | 1. listopadu 2002  | 12. května 2004    | 1 rok, 193 dní  | SDSM             | 2002                |
| 4.     |         | Hari Kostov (* 1959)        | 2. června 2004     | 18. listopadu 2004 | 169 dní         | nezávislý        | —                   |
| 5.     |         | Vlado Bučkovski (* 1962)    | 12. prosince 2004  | 26. srpna 2006     | 1 rok, 257 dní  | SDSM             | —                   |
| 6.     |         | Nikola Gruevski (* 1970)    | 26. srpna 2006     | 18. ledna 2016     | 9 let, 145 dní  | VMRO-DPMNE       | 2006 2008 2011 2014 |
| 7.     |         | Emil Dimitriev (* 1979)     | 18. ledna 2016     | 31. května 2017    | 1 rok, 133 dní  | VMRO-DPMNE       | —                   |
| 8.     |         | Zoran Zaev (* 1974)         | 31. května 2017    | 3. ledna 2020      | 2 roky, 217 dní | SDSM             | 2016                |
| 9.     |         | Oliver Spasovski (* 1976)   | 3. ledna 2020      | 30. srpna 2020     | 240 dní         | SDSM             | —                   |
| (8.)   |         | Zoran Zaev (* 1974)         | 30. srpna 2020     | 16. ledna 2022     | 1 rok, 139 dní  | SDSM             | 2020                |
| 10.    |         | Dimitar Kovačevski (* 1974) | 16. ledna 2022     | 28. ledna 2024     | 2 roky, 12 dní  | SDSM             | —                   |
| 11.    |         | Talat Xhaferi (* 1962)      | 28. ledna 2024     | 23. června 2024    | 147 dní         | DUI              | —                   |
| 12.    |         | Hristijan Mickoski (* 1977) | 23. června 2024    |                    |                 | VMRO-DPMNE       | 2024                |